# 1900 aux États-Unis
Pour des articles plus généraux, voir Chronologie des États-Unis et 1900.
Chronologie des États-Unis
- 1896
- 1897
- 1898
- 1899
- 1900
- 1901
- 1902
- 1903
- 1904

Cette page concerne des événements d'actualité qui se sont produits durant l'année 1900 du calendrier grégorien aux États-Unis.

## Événements
- 5 février : signature du traité anglo-américain pour le canal de Panama. La Grande-Bretagne renonce à ses droits sur le canal qui sera construit par les seuls États-Unis dans une zone neutre et non fortifiée. Les États-Unis s’engagent à le laisser ouvert à la circulation des navires de commerce et de guerre.
- 14 mars : ratification du Gold Standard Act qui rattache le Dollar américain et l'or. 1 once (31 grammes) d'or vaut 20 dollars.
- 12 avril : le Congrès des États-Unis se prononce pour l’établissement d’un gouvernement civil à Porto Rico. L’île, qui appartient aux États-Unis depuis décembre 1898, sera dotée d’une chambre législative élue par le peuple ; le pouvoir exécutif sera assuré par un gouverneur et un conseil désignés par le président américain.
- 30 avril : vote du Hawaiian Organic Act, qui entre en vigueur le 14 juin. Le territoire d’Hawaï est officiellement intégré aux États-Unis[1].
- Juillet : deuxième note de John Hay sur la « Porte ouverte ».  Dans la crainte de voir les puissances européennes se partager la Chine, les États-Unis pressent ces puissances de respecter l’intégrité du territoire chinois et de s’en tenir à leur sphère d’influence.
- 8 septembre : un puissant ouragan touche Galveston au Texas tuant environ 8 000 personnes.
- 31 octobre : la comédienne française Sarah Bernhardt entame une tournée de six mois aux États-Unis.
- 6 novembre : le républicain William McKinley (R) est réélu président des États-Unis grâce au retour de la prospérité. Theodore Roosevelt est vice-président.
- Le républicain conservateur Ralph Easley fonde la National Civic Federation (NCF) dans le but de promouvoir de meilleures relations entre les forces du travail et le capital.
- Épidémie de peste à San Francisco.
- Sécheresse dans le Sud-ouest des États-Unis.
- Les produits manufacturés représentent 35 % des exportations aux États-Unis. La valeur des biens manufacturés (multipliée par onze depuis 1850) est le double de celle du produit des fermiers, qui a pourtant triplée depuis 1850 (de 1 600 à 4 700 millions de dollars).
- Plus d’un million de téléphones aux États-Unis.
- Les États-Unis produisent plus de 10 millions de tonnes d’acier.
- Tous les États des États-Unis, en dehors du Sud, sauf deux ont des lois rendant l’instruction obligatoire.  On compte 9 000 bibliothèques publiques disposant de 45 millions d’ouvrages au total.